# 映画 プリキュアドリームスターズ!
『映画 プリキュアドリームスターズ!』（えいが プリキュアドリームスターズ!）は、2017年3月18日に公開されたアニメ映画。
キャッチコピーは「新たな夢のトビラがひらく」「この春、見たことのないプリキュアの世界へ！」「さあ、一緒にいくよ！トビラをぬけてフシギな世界へ―3つの勇気で守ってみせる！」。

## 概要
プリキュアシリーズのクロスオーバー作品としては9作目で、また同シリーズの映画作品としては通算22作品目に当たる。2016年10月29日公開の『映画 魔法つかいプリキュア! 奇跡の変身!キュアモフルン!』上映後の特報で制作が発表され、同日に公式サイトが公開された。
前作までの『プリキュアオールスターズ』シリーズとは異なり、本作品では共演作を当時最新作だった『キラキラ☆プリキュアアラモード』・『魔法つかいプリキュア!』・『Go!プリンセスプリキュア』の3作品に絞っており、登場するプリキュアの総数も12人に留まっている。この路線の転換についてプロデューサーの鷲尾天は「現在のテレビシリーズを見てくれているお子様たちに、より楽しんでもらえるのは何だろう？と関係者スタッフで熟考し、より親しみのある直近3世代で新しい物語を、そして今まで以上に美しい3DCGのプリキュアを楽しんでもらおうという目標を掲げた」と説明している。
また本作品では、フルCGによる和風な異世界とセルアニメによる現実世界を融合した新たな映画形態が採られている。「和」をテーマにしたことについて鷲尾は「女児向け作品で14年目と長く続く中で一度も出ていないテーマが「和」。お子様達とは少し距離があるモチーフとも言える。日本文化の美しさや奥深さはきっとお子様達に新鮮に受け取ってもらえるのではないか？作品を通じて「和」の新しい可愛さや、キラキラと煌びやかな映像の魅力を、そしてプリキュアシリーズの根底に脈々と流れる「夢、友情、諦めない」物語を楽しんで頂けると嬉しい」と制作意図を語っている。
監督には『映画 Go!プリンセスプリキュア Go!Go!!豪華3本立て!!!』の一篇『プリキュアとレフィのワンダーナイト!』の演出などを手がけた宮本浩史が、CGパートのみならずセルパートも含めて全体的に担当する。音楽は『キラキラ☆プリキュアアラモード』の林ゆうきが新規に手がけており、この他『魔法つかいプリキュア!』まで担当した高木洋の楽曲も使用される。
ゲスト声優として、異世界の謎の少女・サクラ役には声優の阿澄佳奈、京言葉を話す狐のシズクと敵に姿を変えられた五月雨役には女優及び歌手の木村佳乃、本作品の悪役である鴉天狗役にはお笑いコンビの南海キャンディーズの山里亮太、そして下僕の黄狗と赤狗役にはお笑いコンビのライスが起用されている。また、木村は本作品のエンディングテーマも担当する。
プリキュアシリーズの劇場版では恒例となっている、ミラクルライトによる鑑賞者参加型システムも踏襲されており、本作品では「ミラクルサクライト」が中学生以下の子供に配布される。そして前作『映画 プリキュアオールスターズ みんなで歌う♪奇跡の魔法!』からクロスオーバー作品でも行われる様になった「プロローグのミラクルライトの解説」は、和室風の世界でキュアホイップとペコリンが登場、途中から『魔法つかい』のモフルンと『Go!プリンセス』のパフとアロマも加わって解説した。また、『映画 魔法つかい』に引き続き、前売券に限定グッズとして「サクラケーキだいふく」「モフルンさくらマフィン」のアニマルスイーツが特典として付く。
上映後には特報として『映画 キラキラ☆プリキュアアラモード パリッと!想い出のミルフィーユ!』が2017年10月公開予定であることが発表されるとともに、同映画に登場するアニマルスイーツのデザインコンテスト開催も告知された。
2019年1月2日にはTOKYO MXにおいて年始特番として放送。

### 興行成績
2017年3月18日・19日の公開初日2日間では、全国213スクリーンで13万5000人を動員し、興収1億5800万円を記録、興行通信社による週末映画観客動員ランキングで初登場5位に入った。前年同時期公開の『映画 プリキュアオールスターズ みんなで歌う♪奇跡の魔法!』に対し、動員対比117%、興収比118.3%という好スタートとなった。ぴあによる初日満足度ランキングでは満足度92.0を記録し3位に入っている。最終興収は7億円。

## ストーリー
ある日、いちかの前にサクラと名乗る謎の少女が現れた。「桜が原」という異世界から来たというサクラは、鴉天狗によって連れ去られた友達の狐であるシズク、そして奪われた桜を取り戻すため、「スイーツ」「宝石」「鍵」のプリキュアを探しているという。
いちかたち『キラキラ☆プリキュアアラモード』の5人は、『魔法つかいプリキュア!』・『Go!プリンセスプリキュア』とともにサクラを助けるため、「桜が原」に向かうことになる。

## 登場キャラクター
登場キャラクターの基本情報は各作品の項目を参照。本節ではオリジナルキャラクターなどを除き、主に本作品での立ち位置を示す。この内、『魔法つかい』のキュアフェリーチェ・『アラモード』のメンバー5人と妖精のペコリンはクロスオーバー映画初登場となる。
設定上、サクラは時空をまたぐ能力を持っているとされている。そのため本作品では、サクラがプリキュアを探しに向かった先は各作品における、プリキュアとしての能力を持った中学生時代でのエピソードとして位置づけられている。

### キラキラ☆プリキュアアラモード
同作品からの登場人物は以下の6人のみ。
プリキュア
武器のキャンディロッドが誕生する前の設定として、変身後ではクリームエネルギーによる攻撃を多用している。
宇佐美 いちか（うさみ いちか） / キュアホイップ
声 - 美山加恋
有栖川 ひまり（ありすがわ ひまり） / キュアカスタード
声 - 福原遥
立神 あおい（たてがみ あおい） / キュアジェラート
声 - 村中知
琴爪 ゆかり（ことづめ ゆかり） / キュアマカロン
声 - 藤田咲
剣城 あきら（けんじょう あきら） / キュアショコラ
声 - 森なな子

妖精
ペコリン
声 - かないみか

### 魔法つかいプリキュア!
プリキュア
変身前では魔法界においても人間界（ナシマホウ界）における私服姿で登場。また、魔法のほうきも使用する。
朝日奈 みらい（あさひな みらい） / キュアミラクル
声 - 高橋李依
十六夜 リコ（いざよい リコ） / キュアマジカル
声 - 堀江由衣
「十六夜」姓としての登場は本作品が初となる。
花海 ことは（はなみ ことは） / キュアフェリーチェ
声 - 早見沙織
クロスオーバー映画初登場。登場キャラの中で唯一必殺技を使用する。

ぬいぐるみ
モフルン
声 - 齋藤彩夏

### Go!プリンセスプリキュア
プリキュア
変身前ではノーブル学園の制服姿で登場。公開前に発表されたイメージ画像では私服姿が公開された。
春野 はるか（はるの はるか） / キュアフローラ
声 - 嶋村侑
海藤 みなみ（かいどう みなみ） / キュアマーメイド
声 - 浅野真澄
天ノ川 きらら（あまのがわ きらら） / キュアトゥインクル
声 - 山村響
紅城 トワ（あかぎ トワ） / キュアスカーレット
声 - 沢城みゆき

ロイヤルフェアリー
パフ
声 - 東山奈央
アロマ
声 - 古城門志帆

### 桜が原
本作品の舞台となる異世界。赤色の鳥居のような建造物が建ち並んだ入り口の先に、綺麗な桜が咲いている木が無数に生えている、自然豊かな外観が特徴。人物並びに風景の描写は3DCGによるもので、いちかを始め外の世界から来た面々も、この世界で活動する際は3DCGで描かれている。
サクラ
声 - 阿澄佳奈
本作品のキーキャラクター。「桜が原」の世界に住む少女。桃色のツインテールヘアが特徴。一人称は「わたし」。
金魚をモチーフにした桃色が基調の着物を着用し、腰部分は大きめの赤いリボンを身につけ、足には和風の履物を履いている。
複数の世界を渡り歩ける能力を宿しており、通常のトビラでも自身の能力を駆使することで別の世界へと繋げることができる。 しかし、その人離れした能力を有しているが故に周囲からは忌み嫌われている。
幼少期に周囲の子どもたちから「小さい」という理由でいじめられた経緯をもつ。そのため、シズクという青いキツネが唯一無二の友だちであり、シズクに会うために彼女の一族が暮らす浮き島に度々通っている。
本作品ではシズクが鴉天狗に誘拐され、自身もの鴉天狗が使役する赤狗と黄狗に追われる身となり、単独でいちかたちの世界に逃れてきた。
物語序盤ではいちかたちと出会い、鴉天狗に囚われたシズクを救出するため彼女たちに助けを求め、物語序盤ではシズクが鴉天狗によって「五月雨」という敵にされたことを知って酷く落胆して悲しむが、いちかの優しい説得によって鴉天狗に立ち向かう決意を固める。そして、自身の必死の奮闘やプリキュアたちの助力もあってシズクを救出することに成功し、ようやくシズクとの再会を果たす
物語終盤ではプリキュアたちとともに巨大化した鴉天狗に立ち向かい、彼の弱点をプリキュアたちに教えるなどの奮闘をみせる。プリキュアたちの活躍によって鴉天狗が倒されたあとは、シズクやいちかたちとともに桜の木の下で花見をしていた。
シズク
声 - 木村佳乃
本作品のもう一匹のキーキャラクター。サクラの友たちである青いキツネの女の子。常に京言葉で話す。一人称は「わたし」。
ひとりぼっちだったサクラを心配して彼女の友だちになった経緯をもち、時折彼女に昔話を語って聞かせている。
戦闘能力もあり、キツネであることからの俊敏性に優れるほか、他者を折り紙に変える能力をもつ。
本作品では鴉天狗によって囚われの身となり、彼の能力によって「五月雨」という人間の姿に変貌し、鴉天狗の手下として行動するようになる。
五月雨（さみだれ）
声 - 木村佳乃
シズクが鴉天狗の力で洗脳されたと同時に人間に変えられた姿。キツネのような仮面に水色が基調の和服を着用している。
高い格闘能力と折り鶴を投げる攻撃を行い、倒した相手をシズクの時同様に折り紙に変える能力をもつ。プリキュア達との戦いでも圧倒的な強さで次々に倒し、キュアホイップ以外のプリキュアをやっこさんの折り紙の姿に変える。しかし、能力を使う際に右足を下げる癖があることから、キュアホイップがその瞬間の足音を聞くことで反応され、彼女に自分の仮面を割られたことで正体が判明する。
最終的にはサクラの呼びかけに応える形で元の姿を取り戻し、鴉天狗の洗脳から解放された。

### 本作品の敵
鴉天狗（からすてんぐ）
声 - 山里亮太（南海キャンディーズ）
本作品の事件の首謀者。世界中のキレイなものを収集している悪者。顔が大きい細身の小柄な体格が特徴。一人称は「ボクちん」。
カラスをモチーフにした黒色が基調の和服のような衣装を着用し、底上げの下駄を履いている。
表向きには陽気な人物として振る舞い、プリキュアの作戦タイムにも対応する紳士な素振りをみせているが、自身のコレクションのためにサクラとシズクの仲を平気で引き裂こうとするなど、本性自体は姑息にして邪悪そのもの。
物語序盤にて、「桜が原」に咲いている桜を強奪し、サクラの友だちであるキツネのシズクを誘拐する。さらに、サクラやプリキュアをも自身のコレクションに加えようと目論む。
物語中盤にて、プリキュアをコレクションに加えるため、使い魔の赤狗と黄狗に各プリキュアを襲撃するよう命令する。さらに、誘拐していたシズクを洗脳して「五月雨」という人間の姿に変えて自分の部下にさせる。
物語終盤にて、サクラやプリキュアたちの活躍によって使い魔の大狗が倒され、さらには五月雨がシズクに戻されたことで邪悪な本性を露わにし、最終形態に変貌してプリキュアたちを始末しようと襲いかかる。しかし、プリンセスプリキュアや魔法つかいプリキュアの助力によって立ち向かうキュアホイップたちの奮闘に圧されるようになる。さらに、サクラによって自身の弱点が鼻であることを暴露され、その鼻をシズクに噛まれたことで最終形態の変身を解除された挙句、最終的には巨大キュアホイップの力を込めたプリキュアたちの一撃を喰らい、自身の詰めの甘さを後悔しながら倒された。
最終形態
物語終盤にて、プリキュアたちを始末しようと鴉天狗が本気になった姿。より巨大化した頭と両腕のみとなり甲冑のような衣装を着用した巨人へと変貌する。
キュアホイップたちのみならず、プリンセスプリキュアや魔法つかいプリキュアのメンバーをも苦戦させるほどに強化されている。

赤狗（あかいぬ）、黄狗（きいぬ）
声 - 関町知弘、田所仁（ライス）
鴉天狗が使役する2匹の使い魔。2匹とも黒い狛犬のような姿をしている。いずれも会話をすることは可能であるが、相手を怖がらせるために基本的には唸り声だけで振る舞っている。
物語序盤では鴉天狗から逃亡したサクラを追跡し、物語中盤ではディスダークと闇の魔法つかいが使役する怪物のゼツボーグとヨクバールを生みだしてプリキュアと交戦する。
物語終盤では赤狗と黄狗が合体した「大狗」へと変貌するが、最終的には『プリンセス』と『魔法つかい』と『キラキラ』のプリキュアたちの活躍により倒された。
大狗（おおいぬ）
声 - 関町知弘（ライス）
物語終盤にて、赤狗と黄狗が「二人合わせて240%の合体」(フローラにも「何その計算！？」とツッコまれた)をして姿を変えた巨大な紫色の狗。
この姿になると殆ど唸り声を発するのみだが、プリキュア達全員を苦戦させる程戦闘能力が強化されている。

#### 過去2作品の怪物たち
いずれも赤狗と黄狗の能力によって生み出された歴代の怪物たち。それぞれプリキュアたちと交戦したあとはいちかの街で戦うが、『Go!プリンセス』と『魔法つかい』のプリキュアが揃った後は圧倒され、キュアフェリーチェの「プリキュア・エメラルド・リンカネーション」によって全員浄化された。
ゼツボーグ
声 - 中務貴幸
ディスダークが使役する怪物を再現したもの。黄狗によって召喚され、彼とともに行動する。
本作品に登場する個体はホッチキスとはさみで構成されており、「私立ノーブル学園」に出現して『Go!プリンセス』のメンバーたちと交戦。キュアフローラとキュアトゥインクルを拘束、キュアスカーレットも圧倒する強さを見せるが最後はフローラによって投げ飛ばされる。
ヨクバール
声 - 島田岳洋
闇の魔法つかいが使役する怪物を再現したもの。赤狗によって召喚され、彼とともに行動する。
本作品に登場する個体は冷凍みかんと魔法のほうきで構成されており、魔法界の「魔法商店街」に出現して『魔法つかい』のメンバーと交戦。キュアミラクルたち3人をまとめて遠くへと飛ばすなど圧倒し、自らもその後を追いかける。

### 過去2作品の登場キャラクター
Go!プリンセスプリキュア
ゆかりとあきらが訪れたノーブル学園のシーンで登場。私服姿で登場したらんこを除き、いずれも前作『奇跡の魔法!』と同様に制服姿での登場となる。
七瀬 ゆい（ななせ ゆい）
声 - 佳村はるか
瀬川 ひとみ（せがわ ひとみ）
声 - 清都ありさ
神田 ようこ（かんだ ようこ）
声 - 井上遥乃
小森 はなえ（こもり はなえ）
声 - 千菅春香
古屋 りこ（ふるや りこ）
声 - 植田佳奈
狩野 さやか（かの さやか）
声 - 東山奈央
一条 らんこ（いちじょう らんこ）
その他のノーブル学園の女子生徒
声 - 高橋李依
魔法つかいプリキュア!
いちか・ひまり・あおいが訪れた魔法界の魔法商店街のシーンで登場。
魔法学校の校長
声 - 内田夕夜
魔法学校の教頭
声 - 鳳芳野
グスタフ
声 - 木村雅史
トッド
声 - 鈴木裕斗

## 作品用語
ミラクルサクライト
本作品のミラクルライト。発光部が透明ピンクのウサギ型になっており、耳に桜の花飾りが付いている。
これまでのプリキュア映画作品同様に応援することでプリキュア達に力を与えるだけでなく、サクラを導く光となる役目を持ち、光が導いた先の扉を開けることで別の世界や場所に移動することができる。
本作品でのミラクルライトはより踏み込んだ使い方をしたいという制作意図があったため、様々な箇所で振るよう促す演出が取られている。また映画館の中にサクラおよび終盤ではキュアホイップがやってくるという演出（スクリーン上にスポットライトに照らされた3Dモデルが現れる）も盛り込まれており、そこでサクラがライトを振るよう促したり、ホイップが応援を頼むなどしている。
モフルンさくらマフィン
プリキュア達が食事するときに、いちか達が作って他のプリキュア達に振る舞ったアニマルスイーツ。マフィンの上をモフルンの顔状にデコレーションし、その周りを桜をイメージしたピンクのクリームで囲んでいる。
さくらケーキだいふく
サクラとシズクの話を聞いたいちかが、サクラと共に作ったアニマルスイーツ。いちかのイメージであるショートケーキとサクラのイメージである大福と金魚を組み合わせた物で、ケーキ生地をピンク色の皮で包み、桜の花の塩漬けを載せており、ケーキ生地の中では金魚にかたどられたイチゴが組み込まれている。これを食べたときにミラクルサクライトが光り出し、しだれ桜の切り株に桜が原へ繋がる扉が現れる。扉には鍵穴があったため、キュアフローラの変身ドレスアップキーで開けることとなった。
また、スイーツパクトで用いる結晶体としても登場し、鴉天狗との最終決戦でプリキュア達の力を合わせることでクリームエネルギーが増幅し、巨大なデフォルメ姿のキュアホイップが姿を現し戦うこととなった。
以上2つのアニマルスイーツは2017年3月26日の『キラキラ☆プリキュアアラモード』第8話放送後に番組公式サイトでレシピが公開されている。また、映画前売り券特典として玩具のアニマルスイーツになっている。

## スタッフ
- 製作 - 高木勝裕、村松秀信、垰義孝、野田孝寛、西出将之、中山晴喜、木下直哉
- 企画 - 鷲尾天、田中瑠佳、西出将之
- 企画協力 - 野下洋、板井昭浩、高橋知子、遠藤里紗、内藤圭祐、神木優
- 原作 - 東堂いづみ (講談社「なかよし」連載)
- 監督・キャラクターデザイン・絵コンテ・キャラクタースーパーバイザー - 宮本浩史
- 演出 - 佐藤宏幸、村上貴之
- 脚本 - 坪田文
- オリジナルキャラクターデザイン - 中谷友紀子、宮本絵美子、井野真理恵
- 総作画監督 - 中谷友紀子
- 作画監督 - 大田和寛
- 美術監督 - 倉橋隆
- CGディレクター - 鄭載薫
- CGアニメーションスーパーバイザー - 金井弘樹
- リードキャラクターアーティスト - 林沙樹
- リギングスーパーバイザー - 猪野高史
- BGモデリングスーパーバイザー - 馬場拓己
- BGコンセプトアーティスト - 澤井富士彦
- エフェクトスーパーバイザー - 渡邊亮太
- リードコンポジットアーティスト - 中島中也
- テクニカルディレクター - 芦野健太郎
- 音楽 - 林ゆうき
- 音楽特別協力 - 高木洋
- 音楽協力 - マーベラス、ライトソング音楽出版、東映アニメーション音楽出版、トップコート、レジェンドア、レガートミュージック、ベリーグー、ポップホリック
- 音楽プロデューサー - 堤健一郎、鎌田佳代子、小宮彩
- 編集 - 麻生芳弘
- 録音 - 川崎公敬
- 選曲 - 水野さやか
- 記録 - 橋口舞子
- 音響効果 - 石野貴久
- キャスティング - 大山恵子
- 方言指導 - 上田晴美
- プレスコ協力 - 武虎、髙橋孝治
- スイーツ監修 - 福田淳子
- 音響製作 - タバック
- 録音スタジオ - 東映デジタルセンター
- コンポジットスーパーバイザー - 中村俊介
- 撮影監督 - 高橋賢司
- 色彩設計 - 澤田豊二
- 特別協力 - 京都市
- 製作担当 - 澤守洸
- CG制作統括 - 氷見武士
- CGプロデューサー - 野島淳志
- アニメーション制作 - 東映アニメーション
- 制作 - 映画プリキュアドリームスターズ!製作委員会（東映アニメーション、東映、ABCアニメーション、バンダイ、アサツー ディ・ケイ、マーベラス、木下グループ）
- 配給 - 東映

## 主題歌
オープニングテーマ「桜MISSION〜プリキュアリレーション〜」
作詞 - 青木久美子 / 作曲 - 小杉保夫 / 編曲 - 高木洋 / 歌 - 北川理恵 / コーラス - 五條真由美、うちやえゆか
別アレンジバージョンを挿入歌として使用。
エンディングテーマ「君を呼ぶ場所」
作詞 - 大久保薫・山崎寛子 / 作曲・編曲 - 大久保薫 / 歌 - 木村佳乃
挿入歌としても使用。
映画公開前日の2017年3月17日には、木村が『ミュージックステーション』（テレビ朝日系列）に出演してこの歌を披露、曲後半からはキュアフローラ・キュアミラクル・キュアホイップの着ぐるみが登場し、バックダンサーを務めた。

## 関連商品
- CD『「映画プリキュアドリームスターズ!」主題歌シングル』（マーベラス/ソニー・ミュージックマーケティング、2017年3月15日発売、MJSS-09192）
- CD『映画 プリキュアドリームスターズ! オリジナル・サウンドトラック』（マーベラス/ソニー・ミュージックマーケティング、2017年3月15日発売、MJSA-01207、詳細は後述）
- DVD/BD『映画 プリキュアドリームスターズ!』（マーベラス/ポニーキャニオン、2017年7月19日発売）
  - DVD特装版（PCBX-51717）/DVD通常版（PCBX-51718）/Blu-ray特装版（PCXX-50126）
  - 日本語字幕付、ピクチャーレーベル仕様。通常版は名場面ブロマイド3枚セットを同梱。特装版は映像特典としてノンテロップOP、初日舞台挨拶ダイジェスト映像、CGメイキングミニムービー、TVスポット&予告集、設定資料ライブラリーを収録、スペシャルブックレットと名場面ブロマイド10枚セットを同梱。

### オリジナルサウンドトラック
2017年3月15日に発売された本作品のサウンドトラック。劇中で使われる林ゆうき（Track01,02,04 - 11,15,21,23 - 24,27,28,30,31,34）及び高木洋（Track12 - 14,16 - 20,22,26）によるBGMと主題歌の映画サイズ、OPテーマの挿入歌バージョンを収録している。
1. 映画が始まるペコ
2. 扉の向こうへ
3. 桜MISSION 〜プリキュアリレーション〜（映画サイズ）
4. お花見したい
5. 赤狗
6. キュアラモード・デコレーション!
7. キュアホイップvs赤狗
8. プリキュアがんばれ!
9. キュアラモード・デコレーション! - Movie edit -
10. キラキラキラルン♪キラキラル♪
11. 鴉天狗
12. くつろぎのひととき
13. アヤシい魔法つかい
14. ノーブル学園
15. マジカルな出会い
16. 襲い来る影
17. ミラクル・マジカル・ジュエリーレ!＜ダイヤ＞ - Full version -
18. プリキュア・プリンセスエンゲージ!
19. 決死の追撃
20. あまねく生命に祝福を!
21. 五月雨
22. プリキュアの女子会
23. 涙は笑顔の隠し味
24. 鴉天狗と五月雨
25. サクラの世界へ
作曲：小杉保夫、編曲：林ゆうき
26. 赤狗・黄狗120%
27. 大狗現る
28. 鴉天狗登場
29. 天国と地獄
ジャック・オッフェンバック「地獄のオルフェ」序曲第3部より、編曲：小畑貴裕
30. 五月雨vsプリキュア
31. 鴉天狗のたくらみ
32. それがプリキュアなんだから〜ただいま、サクラ
作曲：大久保薫、林ゆうき、編曲：林ゆうき
33. 桜MISSION 〜プリキュアリレーション〜（Movie version）
34. 桜の花 咲き満ちて
35. 君を呼ぶ場所（映画サイズ）

## 特別番組
本作品の公開を記念し、『「映画 プリキュアドリームスターズ!」のすべて』が各局で順次放送された。ナレーションは宇佐美いちか/キュアホイップ（美山加恋）と有栖川ひまり/キュアカスタード（福原遥）、立神あおい/キュアジェラート（村中知）、琴爪ゆかり/キュアマカロン（藤田咲）、剣城あきら/キュアショコラ（森なな子）、ペコリン（かないみか）が担当。
| 放送地域       | 放送局             | 放送日        | 放送時間                     | 系列           |
| -------------- | ------------------ | ------------- | ---------------------------- | -------------- |
| 山梨県         | テレビ山梨         | 2017年3月12日 | 日曜 5:30 - 6:00             | TBS系列        |
| 近畿広域圏     | 朝日放送           | 2017年3月12日 | 日曜 5:50 - 6:20             | テレビ朝日系列 |
| 福岡県         | 九州朝日放送       | 2017年3月12日 | 日曜 5:50 - 6:20             | テレビ朝日系列 |
| 日本全域       | アニマックス       | 2017年3月12日 | 日曜 12:30 - 13:00           | BS/CS放送      |
| 宮城県         | 東日本放送         | 2017年3月18日 | 土曜 5:20 - 5:50             | テレビ朝日系列 |
| 新潟県         | 新潟テレビ21       | 2017年3月18日 | 土曜 5:20 - 5:50             | テレビ朝日系列 |
| 石川県         | 北陸朝日放送       | 2017年3月18日 | 土曜 6:00 - 6:30             | テレビ朝日系列 |
| 広島県         | 広島ホームテレビ   | 2017年3月19日 | 日曜 2:20 - 2:50（土曜深夜） | テレビ朝日系列 |
| 高知県         | テレビ高知         | 2017年3月19日 | 日曜 5:45 - 6:15             | TBS系列        |
| 北海道         | 北海道テレビ       | 2017年3月19日 | 日曜 5:50 - 6:20             | テレビ朝日系列 |
| 中京広域圏     | メ〜テレ           | 2017年3月19日 | 日曜 5:50 - 6:20             | テレビ朝日系列 |
| 静岡県         | 静岡朝日テレビ     | 2017年3月20日 | 月曜 2:28 - 2:58（日曜深夜） | テレビ朝日系列 |
| 沖縄県         | 琉球朝日放送       | 2017年3月20日 | 月曜 5:20 - 5:50             | テレビ朝日系列 |
| 富山県         | チューリップテレビ | 2017年3月20日 | 月曜 15:53 - 16:22           | TBS系列        |
| 鳥取県・島根県 | 山陰放送           | 2017年3月20日 | 月曜 15:55 - 16:24           | TBS系列        |
| 青森県         | 青森朝日放送       | 2017年3月22日 | 水曜 15:57 - 16:21           | テレビ朝日系列 |
| 日本全域       | 東映チャンネル     | 2017年3月24日 | 金曜 18:30 - 19:00           | CS放送         |
| 長崎県         | 長崎文化放送       | 2017年3月25日 | 土曜 3:10 - 3:40（金曜深夜） | テレビ朝日系列 |
| 岩手県         | 岩手朝日テレビ     | 2017年3月25日 | 土曜 5:05 - 5:35             | テレビ朝日系列 |
| 山形県         | 山形テレビ         | 2017年3月25日 | 土曜 6:00 - 6:30             | テレビ朝日系列 |
| 香川県・岡山県 | 瀬戸内海放送       | 2017年3月26日 | 日曜 4:25 - 4:55             | テレビ朝日系列 |
| 福井県         | 福井テレビ         | 2017年3月26日 | 日曜 5:00 - 5:30             | フジテレビ系列 |
| 福島県         | 福島放送           | 2017年3月26日 | 土曜 5:20 - 5:50             | テレビ朝日系列 |
| 山口県         | 山口朝日放送       | 2017年3月26日 | 土曜 5:20 - 5:50             | テレビ朝日系列 |
| 日本全域       | テレ朝チャンネル1  | 2017年3月26日 | 日曜 12:00 - 12:30           | CS放送         |
| 宮崎県         | 宮崎放送           | 2017年4月1日  | 土曜 5:15 - 5:45             | TBS系列        |
| 愛媛県         | 愛媛朝日テレビ     | 2017年4月1日  | 土曜 6:00 - 6:30             | テレビ朝日系列 |
| 熊本県         | 熊本朝日放送       | 2017年4月1日  | 土曜 6:00 - 6:30             | テレビ朝日系列 |
| 鹿児島県       | 鹿児島放送         | 2017年4月3日  | 月曜 2:45 - 3:15（日曜深夜） | テレビ朝日系列 |
| 長野県         | 長野朝日放送       | 2017年4月4日  | 火曜 14:00 - 14:30           | テレビ朝日系列 |

## ネット配信
YouTube「プリキュア公式YouTubeチャンネル」にて、2020年5月8日18時から同年5月15日17時59分までの期間限定で、本作品の無料配信が行われた（『映画 キラキラ☆プリキュアアラモード パリッと!想い出のミルフィーユ!』『映画 プリキュアスーパースターズ!』と同時配信）。